# Amt Sielow
Das Amt Sielow (älter auch Amt Sylow und Amt Silow) war ein kurfürstlich-brandenburgisches Domänenamt mit Amtssitz in Sielow, das heute ein Ortsteil der Stadt Cottbus in Brandenburg ist. Es wurde vor 1581 eingerichtet, und um 1780 mit dem Amt Cottbus vereinigt und aufgelöst. Es umfasste lediglich drei Dörfer und war im 17. Jahrhundert meist verpachtet.

## Zugehörige Orte und geographische Lage
Zum Amt Sielow gehörten die drei Dörfer:
- Sielow
- Dissen mit Vorwerk und
- Striesow mit Vorwerk

Das Amtsgebiet war ein zusammenhängendes Gebiet nordwestlich der heutigen Altstadt von Cottbus gelegen. Diessen und Striesow sind Ortsteile der Gemeinde Dissen-Striesow, deren Amtsgeschäfte vom Amt Burg (Spreewald) wahrgenommen wird.

## Geschichte
Das Amt Sielow wurde kurz vor 1581 mit dem Erwerb des Dorfes Sielow durch den brandenburgischen Kurfürsten Johann Georg von Christoph von List begründet. 1581 wird es bereits als bestehend bezeichnet. Die Einkünfte sollten ursprünglich zum Unterhalt der Festung Peitz verwendet werden. 1591 wurde der Ort Striesow von Christoph von Kottwitz zu Willmersdorf angekauft, und schließlich 1607 der Ort Dissen von den von Muschwitz. Nach Gerhard Krüger wurde Striesow schon kurz nach 1581 von Christoph von List an den brandenburgischen Kurfürsten verkauft.
Der Herrschaften Cottbus und Peitz gehörten zwar zur Neumark, die drei Ämter Cottbus, Peitz und Sielow unterstanden jedoch der Kurmärkischen Kammer. Sie werden daher unter der Kurmark geführt.
1614 bis 1620 war das Amt an den Landeshauptmann Wichmann von Winterfeld verpachtet, der dafür eine jährliche Pacht von 1400 Talern bezahlen musste. Die Pacht erhöhte sich 1621 auf 2000 und von 1622 auf 2300 Taler. Von 1624 bis 1627 war es an den Kurfürstlich-brandenburgischen Hofmusikus Martin Krüger und Bürger von Cottbus verpachtet, der aber schon 2666 Taler 16 Groschen jährliche Pacht bezahlte. Krüger konnte danach den Ort Frauendorf von Hans und Siegmund von Loeben, den Söhnen des Abraham von Loeben erwerben. Danach kam das Amt Sielow bis 1643 in den Besitz des brandenburgischen Geheimen Rats Adam von Schwarzenberg (de iure hypothecae). Die Pachtzahlungen waren aber nicht aufgehoben. Von 1643 bis 1651 hatte der Generallieutenant Hans Caspar von Klitzing das Amt Sielow erhalten, gegen einen Vorschuss in nicht bekannter Höhe. Anschließend bezahlte der Oberjägermeister Jobst Gerhard von Hertefeld eine Summe von 26.000 Reichstalern im Voraus und erhielt das Amt Sielow bis 1668. Danach überließ der Große Kurfürst Friedrich Wilhelm das Amt Sielow seiner zweiten Frau Herzogin Dorothea von Braunschweig und Lüneburg, die es ab 1669 für 2200 Reichstaler bis 2576 Reichstaler verpachtete. Bereits 1748 wurde das Amt Sielow zusammen mit dem Amt Cottbus verpachtet. 1780 wurde es dann völlig aufgelöst und in das Amt Cottbus integriert. 1783 hatten die drei Dörfer, die im Amt Sielow zusammengefasst waren, 1479 Einwohner.

## Amtleute bzw. Pächter
- 1614 bis 1620 Wichmann von Winterfeld, Landeshauptmann
- 1624 bis 1627 Martin Krüger, Kurfürstl.-brandenburgischen Hofmusikus
- 1627 bis 1643 Adam von Schwarzenberg, Geheimer Rat
- 1643 bis 1651 Hans Caspar von Klitzing, Generallieutenant
- 1651 bis 1668 Jobst Gerhard von Hertefeld, Oberjägermeister
- 1668 bis 1689 in dieser Zeit verpachtet, Inhaberin: Kurfürstin Dorothea von Braunschweig und Lüneburg
- 1756 Otto Diederich Crüger, Oberamtmann zu Cottbus und Sielow[3]
- 1770 Christian Gottlieb Hubert, Amtsrat und Generalpächter der Ämter Cottbus und Sielow[4]
- 1775 Christian Gottlieb Hubert, Amtsrat und Generalpächter der Ämter Cottbus und Sielow[5]